# ستيفانيا كاسيني
ستيفانيا كاسيني (بالإيطالية: Stefania Casini) (و. 1948 – م) هي مخرجة سينمائية، وممثلة، وكاتبة سيناريو من إيطاليا .

## روابط خارجية
- ستيفانيا كاسيني على موقع IMDb (الإنجليزية)
- ستيفانيا كاسيني على موقع ألو سيني (الفرنسية)
- ستيفانيا كاسيني على موقع أول موفي (الإنجليزية)
- ستيفانيا كاسيني على موقع قاعدة بيانات الأفلام السويدية (السويدية)
- ستيفانيا كاسيني على موقع قاعدة بيانات الفيلم (الإنجليزية)
- ستيفانيا كاسيني على موقع كينوبويسك (الروسية)